# La Salamandre
La Salamandre é um filme de drama suíço de 1971 dirigido e escrito por Alain Tanner e John Berger. Foi selecionado como representante da Suíça à edição do Oscar 1972, organizada pela Academia de Artes e Ciências Cinematográficas.

## Elenco
- Bulle Ogier - Rosemonde
- Jean-Luc Bideau - Pierre
- Jacques Denis - Paul
- Véronique Alain - Suzanne